# Katolická univerzita v Lublinu
Katolická univerzita Jana Pavla II. v Lublinu (polsky Katolicki Uniwersytet Lubelski Jana Pawła II, zkratka KUL; latinsky Universitas Catholica Lublinensis Ioannis Pauli II) je soukromá katolická vysoká škola ve východopolském Lublinu.
V současné době zde studuje cca 19 000 studentů. V Lublinu působí fakulty katolické teologie, práva a kanonického práva, filosofie, humanitních věd, společenských věd a matematicko-přírodovědná fakulta. Kromě toho zahrnuje také po jedné fakultě v Tomaszowě Lubelskim (právní a ekonomické vědy) a Stalowej Woli (společenské vědy).
Nejznámější osobností spjatou s univerzitou je Karol Wojtyła, pozdější papež Jan Pavel II.; v letech 1989-1998 zde byl rektorem pozdější varšavský arcibiskup Stanisław Wielgus.
Od roku 2000 zde vzniká první vícedílná polská encyklopedie filosofie, tomisticky orientovaná - Powszechna Encyklopedia Filozofii; v roce 2008 vyšel 9 z plánovaných 10 svazků. Iniciátorem projektu je dominikán Mieczysław Albert Krąpiec.